# جورج وارد لين
جورج وارد لين (7 فبراير 1884 - 28 مارس 1966)، من ولاية أوهايو، وهو من هواة جمع الطوابع ونشر الأدبيات الطوابعية على نطاق واسع وكان مؤسس مجلة Linn's Weekly Stamp News في عام 1928، وهي المجلة الطوابعية التي اشتهر بها.

## المؤلفات والنشر البريدي
جورج لين، ابن طابع وناشر، ومولعٌ بجمع الطوابع، نشر العديد من المجلات المتخصصة في هواية جمع الطوابع. من بينها "الكولومبي" عام 1901، و"الكولومبي فيلاتليست" من عام 1901 إلى عام 1907، و"أخبار الطوابع" عام 1909، و"جامع الطوابع" من عام 1909 إلى عام 1911.
بدأت مجلة "جامع الطوابع" بثمانية مجلدات عام 1910، وكانت تُعرف في البداية باسم "طريق لين".
بدأ لين في نشر كتيبات طوابع تتضمن أعمالًا عن جمع الطوابع المكسيكية والأمريكية بدءًا من عام 1910 تقريبًا. من هذه الكتيبات: "صناعة طوابع الولايات المتحدة" (1913)، و"المكسيك: إصدارات الأختام البيضاء والخضراء في سونورا" (1916)، و"طوابع حرب المكسيك" (1917)، و"العلامات المدفوعة على طابع البريد الأمريكي فئة ثلاثة سنتات لعام 1861" (1955). كتب لين الأعمال المذكورة أعلاه، باستثناء العمل الصادر عام 1913؛ والمؤلف هو فرانك إي. جودوين.
نشرت مطبعة لينبرنت التابعة لهُ دليل لينبرنت لملصقات الطوابع عام 1940.
كما نشر لين ألبوم طوابع بعنوان "طوابع العالم".

## نشاطه في جمع الطوابع
كان لين، في بعض الأحيان، تاجر طوابع، ويدير مزادات طوابع. إلا أن اهتمامه الأكبر كان بالترويج لجمع الطوابع وتأسيس نوادي الطوابع. حضر معظم معارض ومؤتمرات جمعية هواة جمع الطوابع الأمريكية التي عُقدت خلال حياته، وصنع لهم هدايا تذكارية.
سيُخلّد لين في ذاكرة هواة جمع الطوابع لتصميمه أول غلاف مطبوع مسبقًا يحمل توقيعًا تذكاريًا لليوم الأول. خلّد هذا الغلاف ذكرى وفاة الرئيس وارن جي. هاردينغ، وظهر فيهِ طابع "الحزن" الأسود من فئة سنتين (دليل سكوت للطوابع رقم 610) الصادر في 1 سبتمبر 1923.

## التكريم
نظراً لتفانيه في تعزيز هواية جمع الطوابع، أُدرج اسمه في قاعة مشاهير الجمعية الأمريكية لهواة جمع الطوابع عام 1967.
وضمت جمعية ASDA (جمعية تجار الطوابع الأمريكية) لين إلى قاعة مشاهيرها عام 2013.

## الأرث
تستمر طباعة صحيفة Linn's Weekly Stamp News حتى الوقت الحالي، ويمكن للمشتركين قراءتها عبر شبكة الإنترنت.

## انظر ايضا
- أدب هواة جمع الطوابع
- طوابعية